# Neigong
Neigong (內功), também transcrito como Nei Kung,  é um termo chinês que pode ser traduzido como "Trabalho Interno": nei significa interno, e  gong trabalho. Refere-se a diversos conjuntos de técnicas e métodos de meditação e de respiração associadas as Taoísmo e às artes marciais chinesas. Sua estrutura é bastante ampla e integra uma série de sistemas, incluindo sistemas de respiração, Chi Kung, concentração, controle da ansiedade, domínio do medo, dentre outros. Tendo forte ligação com a Medicina Tradicional Chinesa, a arte baseia-se nos princípios taoístas do Dantian e Sao Bao, também conhecido como Três tesouros (medicina tradicional chinesa), além de utilizar o sistema de Meridiano (acupuntura) para circular o Qi alcançando variadas habilidades internas, algumas das quais possuem aplicações marciais. 
Fundamenta-se nos hexagramas do I-Ching e cada técnica representa uma ideia profunda que, através de uma vivência prática, leva o indivíduo a conhecer-se e a desenvolver seus potenciais latentes.
O Nei Kung promove a não violência e tem por objetivo manter vivos os princípios essenciais que dão um sentido maior à existência humana.

## Instituto Bodhidarma
O Nei Kung é praticado no Instituto de Artes Marciais Filosóficas Bodhidharma. Nesse estilo a filosofia alia-se ao aspecto marcial na busca de valores atemporais como justiça, ética e sabedoria. Mais do que um conjunto de técnicas e práticas físicas, o Nei Kung propõe um caminho de valor e de harmonização do homem com a sua própria vida e com o meio.

## Fundamentos

### As Artes Marciais na História
Do ponto de vista histórico, pelo método do estudo comparado, as artes marciais se manifestam através de quatro ciclos bem definidos:
- O ciclo mítico ou da origem: um período onde os clãs guerreiros participam de um período mágico em contato com forças de caráter divino e com grandes mestres que criam estruturas de caráter iniciático-mágica.  Aqui, a guerra é mágica, ou seja, entre forças celestes e telúrica.  E os clãs representam magicamente essas forças.  O bem e o mal não existem ainda, pois tudo corresponde a uma necessidade relativa ao plano divino, que guarda relação com a dinâmica evolutiva humana através de genealogias raciais.

- O ciclo das grandes guerras: é o período da saga dos grandes guerreiros, que tem sido preparados para consolidar seus ideais e gerar uma grande expansão territorial.  A guerra é considerada como um fim em si, é o que os japoneses definem através do conceito do "bugei"

- O ciclo de escolas de Artes Marciais: após as guerras, os chefes dos clãs transmitem seus segredos através das escolas de artes marciais

- O ciclo filosófico ou de retorno a origem: trata-se do período em que se enfrenta a decadência das artes marciais promovendo uma luta para o retorno as origens.

### Fundamentos do Nei Kung
A arte marcial Nei Kung baseia-se na filosofia dos hexagramas do I Ching. Suas técnicas representam ideias profundas que favorecem o auto-conhecimento e o despertar dos potenciais latentes. Segundo os princípio desta arte, através das Artes Marciais, o ser humano pode aprender a dominar-se e melhorar sua vida em diversos aspectos. Integra uma série de sistemas de defesa pessoal e técnicas de combate, incluindo treinamentos de respiração, formas de Chi Kung, e práticas de meditação.
O Nei Kung corresponde historicamente a uma Escola de Artes Marciais Filosóficas e Interna, que existiu na China até o século III e que a partir daí desapareceu publicamente, sem deixar rastros nem sucessão. Mas, como toda escola interna, seu espírito e conhecimento continuou em desenvolvimento até os nossos dias, por uma via não pública, mas restringida a um número reduzido de instrutores e discípulos.
O Nei Kung consiste em uma técnica marcial ampla que integra muitos sistemas e que têm um caráter simbólico, ou seja, cada técnica, movimento, treinamento, entre outros, e representa algo mais profundo da natureza do homem e do Universo.
Sua proposta consiste na descoberta e desenvolvimento de uma via interior que leve o discípulo à Sabedoria. Seus objetivos são:
- Superação do medo através da técnica;
- Superação da dor através do conhecimento da força interior;
- Superação da ignorância através do espírito da Sabedoria do Poder Interno.

Baseia-se no texto das Mutações, conhecido como I Ching, aplicando os 64 hexagramas na sua estrutura marcial. O Nei Kung é uma Arte Marcial que elimina o confronto por meio da aplicação da inteligência. É uma Arte Marcial não violenta, porém de intensa atividade. Isto é possível devido a que no Nei Kung o conceito de luta é interno, ou seja, uma luta interior do discípulo consigo mesmo. Isto significa que tudo o que acontece no exterior, incluindo um possível adversário (ou vários), são reflexos ou efeitos de uma causa que existe no interior, e no Nei Kung se trabalha acima das causas, com o objetivo de corrigir os efeitos. Daremos um exemplo:
"Se um adversário manifesta muita violência, isto deve-se a que a violência existe em nós mesmos; se conseguimos eliminá-la dentro de nós, a violência do adversário ficará sem sustentação e, então, é possível canalizá-la num bem comum, ou seja, de ambos".
A Arte Marcial do Nei Kung desenvolve-se filosoficamente através da Doutrina dos Cinco Elementos e da aplicação de cada um desses elementos nas suas técnicas e práticas. Dessa fonte extrai elementos de defesa pessoal, preservação da saúde, controle psicossomático, domínio mental e canalização de energias superiores. Para que o discípulo de Nei Kung atinja esse grau de conhecimento, o Nei Kung lhe reserva uma trilha ética-moral que permite-lhe tornar-se, antes de mais nada, um Cavalheiro ou, no caso de uma discípula, uma Dama.
Podemos concluir que esta Arte Marcial propõe a formação de indivíduos melhores que possam melhorar o mundo.

## Objetivos
A finalidade desta prática é possibilitar ao indivíduo tornar-se uno com o céu e a terra, integrando-se ao Tao (天人合一).
Segundo o filósofo taoísta Zhuangzi:
"天地與我並生,
萬物與我唯一"
"Céu, Terra e Ser Humano têm uma origem comum;
Eu estou unido a tudo que existe."
Com a realização dos exercícios de "Neigong" o praticante estaria trabalhando o ciclo de transformação interior das "três preciosidades" (三寳) ("San Bao")  proposto pela alquimia interna chinesa ("Tao Yin"):
1. respiração
2. transformação do "Jing" (精) (essência) em "Qi" (氣) (energia)
3. alimentação do "Shen" (神) (espírito) por meio do "Qi".

A intenção do treino é fortalecer os aspectos internos fundamentais do corpo humano segundo a concepção da medicina tradicional chinesa:
"yi nian" (intenção); "qi xi" (respiração); "zhang fu" (órgãos e vísceras); "xue mai" (circulação do sangue); e "jing luo" (meridianos).

### Artes marciais
Os praticantes de artes marciais se dedicam a este tipo de treino buscando os seguintes benefícios:
1. uma estrutura corpórea eficiente que aprimore o funcionamento do metabolismo, propiciando uma melhora do rendimento dos órgãos e  uma melhoria generalizada no sistema neuromuscular;
2. um  estado de relaxamento vigilante que aumente a capacidade de reconhecer e reagir adequadamente às situações exteriores de risco, assegurando um pleno controle físico e emocional.

### Associação aoQigong
Em paralelo às práticas de respiração e de meditação conhecidas como  "neigong", diversos exercícios chineses associados às práticas de "Qigong" costumam ser realizados também como forma de fortalecer a energia interior dos praticantes.
Este aspecto se torna mais presente nas práticas de Qigong quando há uma atenção natural voltada para a região do "Dan Tian"  ao realizar exercícios como o Baduanjin) ou praticar a dois as formas de "Tui Shou".

## NeigongeWaigong
As práticas de Neigong são geralmente associadas às "artes marciais chinesas internas" (內家) (Nèijiā), como o Tai Chi Chuan.
Esta categoria costuma ser contrastada aos treinamentos conhecidos como  "habilidades exteriores" (外功) ("Waigong"), associadas às "artes marciais chinesas externas" (Wàijiā) (外家), como o Shaolin Quan
As duas categorias incluem diferentes escolas, disciplinas e práticas, mas há muitos pontos em comuns e formas de treinamentos que podem ser encontrados nas duas linhagens, a distinção precisa entre elas é tema de muitos debates.